# 벌금

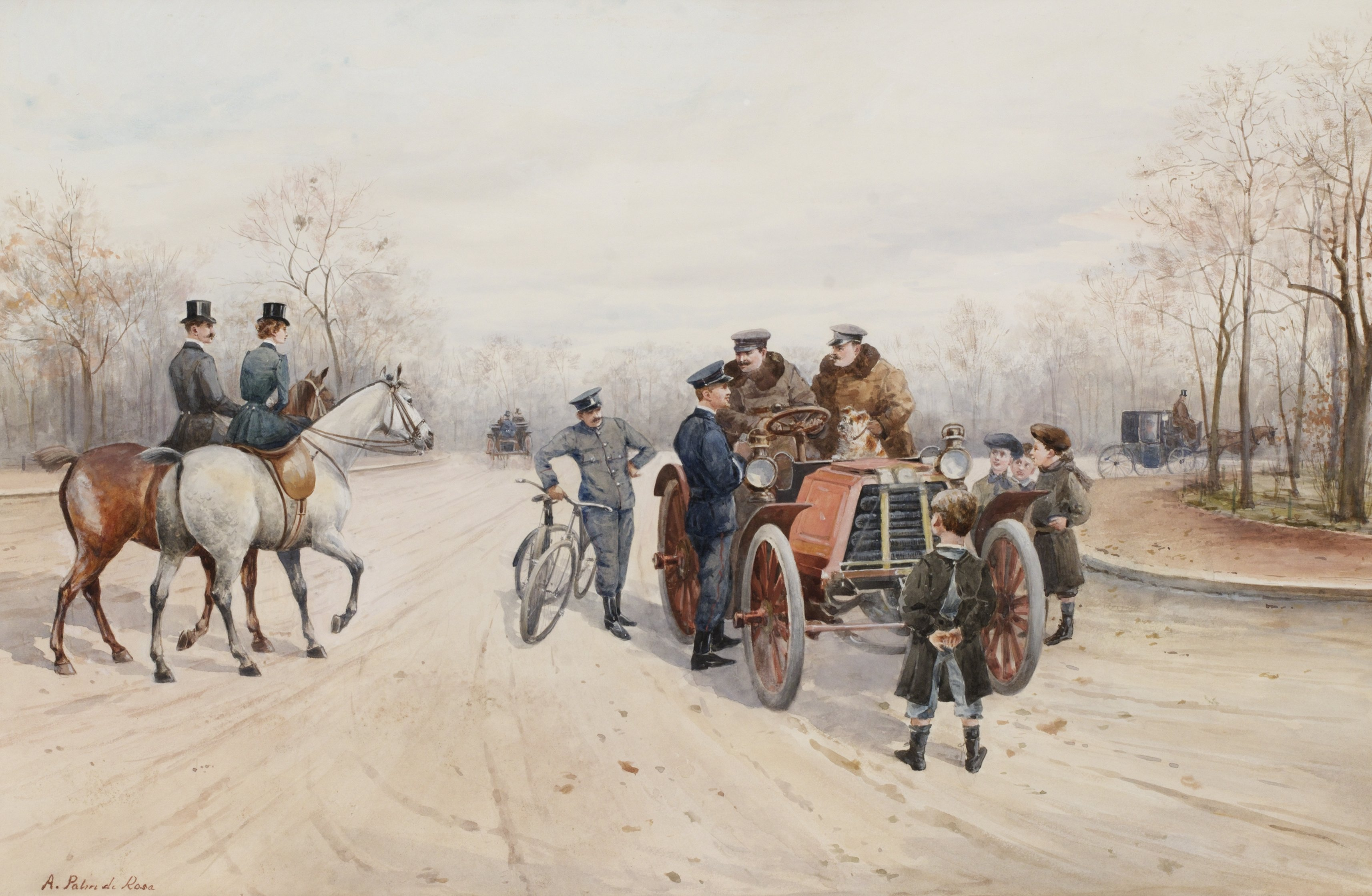

벌금(罰金)은 재산형 중 하나로, 일정한 금액의 지급 의무를 국가에 부과하는 형벌이다. 대한민국 형법에서는 벌금을 50,000원 이상으로 규정하고 있으며, 50,000원 미만일 때는 과료라고 한다. 벌금은 30일 이내에 납부하여야 하며, 만약 이를 납부하지 않거나 거부하는 경우 노역장에 유치하여 복무하게 된다. 이를 환형유치라고 한다. 대한민국의 경우 벌금 미납자의 사회봉사 집행에 관한 특례법에 따라 노역장 대신 사회봉사를 신청할 수도 있다.
대한민국 형사소송법은 벌금형에 대한 몇 가지 특례를 두고 있다. 벌금형을 선고할 때에는 정식재판을 거치지 않고 약식절차에 회부하여 약식명령의 형식으로 고지할 수 있다. 또한 20만원 이하의 벌금 또는 구류, 과료를 고지할 때에는 경찰서장의 즉결심판청구에 따라 즉결심판으로 선고할 수 있다. 이렇게 약식절차 또는 즉결심판으로 고지된 벌금도 형법이 규정하는 형벌로서의 벌금형이다.
대한민국을 비롯한 일부 국가에는 벌금형을 받을 만한 행위를 단속한 경찰기관이 범칙자에게 벌금 대신 범칙금(犯則金)을 부과할 수 있는 통고처분 제도가 있다. 범칙금이 부과되는 행위는 대표적으로 도로교통법의 교통규칙 위반과 경범죄처벌법상의 경범죄가 있다. 경찰기관이 통고하는 범칙금은 법원이 재판하는 벌금과 구분되며, 범칙금을 납부하면 같은 행위로는 소추되지 않는다.
일상에서는 법령 위반을 이유로 한 재산상의 하명처분 또는 강제처분을 모두 벌금이라고 부르는 경우가 많다. 그러나 대부분의 나라에서는 형법에 따라 법원이 선고하는 벌금과, 그 밖에 국가기관이 각종 법령 위반을 이유로 하는 재산상의 하명처분 또는 강제처분을 구분하고 있다. 대한민국에서도 정식재판, 약식절차 또는 즉결심판으로 선고하는 벌금만 벌금으로 부르며, 앞서 말한 범칙금이나 질서위반법에 따른 과태료, 경쟁법에 따른 과징금, 하명처분상의 작위의무 불이행에 따른 이행강제금 등은 벌금과 구분된다. 또한 몰수와 추징 역시 형법에 따라 법원이 선고하며 몰수는 대한민국 형법상 재산형의 일종으로 분류하고 있지만, 이들 몰수와 추징은 범죄수익을 박탈하기 위한 대물적 보안처분의 일종으로 벌금과는 구분된다.

## 판례
- 사법경찰관리가 벌금형을 받은 이를 그에 따르는 노역장 유치의 집행을 위하여 구인하려면, 검사로부터 발부받은 형집행장을 그 상대방에게 제시하여야 한다.[1]
- 징역형과 벌금형 가운데서 벌금형을 선택하여 선고하면서 환산한 노역장유치기간이 선택형인 징역형의 장기보다 더 길더라도 위법이 아니다[2]

## 같이 보기
- 재산형
- 손해배상
- 일수벌금제